# Leah Neale
Leah Neale (Ipswich, 1 de agosto de 1995) é uma nadadora australiana, medalhista olímpica.

## Carreira

### Rio 2016
Neale competiu na natação nos Jogos Olímpicos de Verão de 2016 e conquistou a medalha de prata com o revezamento 4x200 metros livre.